# KFC Verbroedering Arendonk
 (mai 2024).
Si vous disposez d'ouvrages ou d'articles de référence ou si vous connaissez des sites web de qualité traitant du thème abordé ici, merci de compléter l'article en donnant les références utiles à sa vérifiabilité et en les liant à la section « Notes et références ».
Maillots
Dernière mise à jour : 6 septembre 2023.
Le (Koninklijke) Football Club Arendonk Sport est un club de football belge, localisé dans la commune d'Arendonk, en province d'Anvers. Fondé en 1924, le club, porteur du matricule 915, a disputé 8 saisons dans les divisions nationales, dont 4 au troisième niveau. Il évolue en deuxième provinciale lors de la saison 2023-2024.
Le club tire son nom d'une fusion, le 1er juillet 2018, entre le K. FC Verbroedering Arendonk et le K. FC Vrij Arendonk (6561).

## Histoire
Le club est fondé le 20 mars 1924 sous le nom de Football Club Arendonk Sport. Il s'affilie trois ans plus tard à l'Union Belge, et reçoit le matricule 915. Il est versé en « troisième régionale anversoise », à l'époque le plus bas niveau du football belge. Il est promu au niveau supérieur après seulement deux saisons. Durant les années 1930 et la première moitié des années 1940, le club évolue aux différents échelons du football régional et provincial, jusqu'à atteindre la Promotion, alors troisième et dernier niveau national, en 1948.
Le club, devenu en 1946 le FC Verbroedering Arendonk, dispute quatre saisons au troisième niveau national, terminant à chaque fois dans la seconde moitié du classement. Au terme de la saison 1951-1952, l'Union Belge réforme les structures des divisions nationales, avec la création d'un quatrième niveau, qui hérite du nom de Promotion, et la réduction du nombre de clubs aux deuxième et troisième niveaux. Malgré sa dixième place finale, le club est relégué en Promotion.
Après trois saisons où il lutte pour son maintien, le club termine avant-dernier en 1955, et est renvoyé vers la première provinciale après sept saisons en nationales. Il revient en Promotion l'année suivante, mais ne parvient pas à s'y maintenir et est relégué après un an. Depuis lors, Arendonk n'est plus revenu en nationales, chutant à deux reprises jusqu'en troisième provinciale.
Le 1er juillet 2018, le matricule 915 fusionne avec le club voisin du K. FC Vrij Arendonk (6561) et reprend l'ancienne appellation de FC Arendonk Sport (915).

## Résultats dans les divisions nationales
Statistiques mises à jour le 21 juin 2013

### Bilan
| Niv | Divisions     | Jouées | Titres | TM Up | TM Down |
| --- | ------------- | ------ | ------ | ----- | ------- |
| I   | 1re nationale | 0      | 0      |       |         |
| II  | 2e nationale  | 0      | 0      |       |         |
| III | 3e nationale  | 4      | 0      |       |         |
| IV  | 4e nationale  | 4      | 0      |       |         |
| V   | 5e nationale  | 0      | 0      |       |         |
|     |               |        |        |       |         |
|     | TOTAUX        | 8      | 0      | 0     | 0       |

- TM Up : test-match pour départager des égalités, ou toutes formes de Barrages ou de Tour final pour une montée éventuelle.
- TM Down : test-match pour départager des égalités, ou toutes formes de Barrages ou de Tour final pour le maintien.

### Classements saison par saison
| Ordre               | Saison  | Nom du club        | Niveau                 | Classement final | Remarques                            |
| ------------------- | ------- | ------------------ | ---------------------- | ---------------- | ------------------------------------ |
| 1                   | 1948-49 | FC Verbr. Arendonk | Promotion (D3) série C | 13e/16           |                                      |
| 2                   | 1949-50 | FC Verbr. Arendonk | Promotion (D3) série D | 8e/16            |                                      |
| 3                   | 1950-51 | FC Verbr. Arendonk | Promotion (D3) série A | 8e/16            |                                      |
| 4                   | 1951-52 | FC Verbr. Arendonk | Promotion (D3) série D | 10e/16           | Relégué de Promotion en... Promotion |
| 5                   | 1952-53 | FC Verbr. Arendonk | Promotion série C      | 13e/16           |                                      |
| 6                   | 1953-54 | FC Verbr. Arendonk | Promotion série B      | 10e/16           |                                      |
| 7                   | 1954-55 | FC Verbr. Arendonk | Promotion série A      | 15e/16           | Relégué !                            |
| séries provinciales |         |                    |                        |                  |                                      |
| 8                   | 1956-57 | FC Verbr. Arendonk | Promotion série A      | 16e/16           | Relégué!                             |
| séries provinciales |         |                    |                        |                  |                                      |